# Тимирбаево
Тимирба́ево (баш. Тимербай) — деревня в Мечетлинском районе Республики Башкортостан Российской Федерации. Входит в состав Кургатовского сельсовета.

## География

### Географическое положение
Расстояние до:
- районного центра (Большеустьикинское): 37 км,
- центра сельсовета (Кургатово): 5 км,
- ближайшей ж/д станции (Красноуфимск): 135 км

## Население
| 1939 | 1959 | 1970 | 1979 | 1989 | 2002 | 2009 |
| ---- | ---- | ---- | ---- | ---- | ---- | ---- |
| 467  | ↘190 | ↗204 | ↘138 | ↘111 | ↘90  | ↗95  |
| 2010 |      |      |      |      |      |      |
| ↘79  |      |      |      |      |      |      |

Национальный состав
Согласно переписи 2002 года, преобладающие национальности — татары (49 %), башкиры (46 %).